# Qarabağ Ağdam
Der Qarabağ Futbol Klubu, im deutschsprachigen Raum bekannt als Qarabağ Ağdam, ist ein aserbaidschanischer Fußballverein, der ursprünglich aus Ağdam in der historischen Region Karabach stammt. Seit der Besetzung der Stadt durch armenische Einheiten im Rahmen des Bergkarabachkonfliktes 1993 ist der Klub in Baku ansässig, da aus Ağdam eine Geisterstadt wurde. Gemeinsam mit Neftçi Baku und dem PFK Turan Tovuz ist der Qarabağ Ağdam Dauergast in der Premyer Liqası, der 1. Liga des Landes. Der Verein trägt seine Spiele in der Azərsun-Arena mit 5800 Plätzen aus.

## Geschichte

### 1951–1968
Nachdem 1951 in Ağdam ein Fußballstadion gebaut worden war, gab es Versuche, ein Profiteam zu gründen. Aus diesen Versuchen ging der Verein hervor, damals unter dem Namen „Məhsul“. 1966 spielte die Mannschaft erstmals um die aserbaidschanische Meisterschaft und wurde Vierter. Größter Erfolg war der zweite Platz im Jahr 1968. Nach 1968 geriet der Verein in finanzielle Probleme und nahm für lange Zeit nicht an der Meisterschaft teil.

### 1977–1990
1977 wurde der Verein unter dem Namen „Şəfəq“ neu gegründet. 1987 bekam er seinen heutigen Namen Qarabağ FK und stieg seither zum größten Verein im aserbaidschanischen Fußball auf. 1988 konnte er erstmals die nationale Meisterschaft gewinnen, zwei Jahre später folgte das erste Double aus Meisterschaft und Pokal.

### 1990–2009
Der Zusammenbruch der Sowjetunion führte zum Krieg zwischen Aserbaidschan und seinem Nachbarn Armenien um die Region Bergkarabach. Im Rahmen des Krieges besetzten armenische Separatisten unter anderem die Stadt Ağdam und hielten sie bis 2020 besetzt. Die Stadt wurde fast gänzlich zerstört. Der Verein flüchtete in die Hauptstadt Baku.
Nach der Unabhängigkeit des Landes 1991 spielte man in der 1992 gegründeten Premyer Liqası mit. In der zweiten Saison gewann man den Meistertitel, als man sich in den Meisterschafts-Play-offs durchsetzte. Mit dem Sieg im Pokalfinale gegen İnşaatçı Baku gewann man das Double. In den folgenden Jahren spielte der Verein immer um die Meisterschaft mit.
In der Saison 1996/97 nahm Qarabağ erstmals an den Qualifikationsspielen eines Europapokals teil, konkret im Europapokal der Pokalsieger. Dort traf man in der ersten Runde auf den finnischen Verein MyPa Anjalankoski. Auf eine 0:1-Heimniederlage folgte ein 1:1-Unentschieden im Rückspiel und man schied aus.
1997 wurde man zwar nur Tabellenzweiter, aufgrund von „Jugendpunkten“, die für Leistungen der U-15- und U-16-Auswahlen vergeben wurden, wurde dennoch der Meistertitel zuerkannt.
In den Jahren 1998 bis 2001 geriet der Verein erneut in finanzielle Schieflage. Dazwischen konnte man aber im UEFA Intertoto Cup 1999 erstmals eine internationale Spielrunde gewinnen. Gegen den israelischen Vertreter Maccabi Haifa gab es im Hinspiel einen 2:1-Erfolg, das Rückspiel verlor man zuhause mit 0:1. Aufgrund der Auswärtstorregel kam Qarabağ dennoch in die zweite Runde, in der man mit insgesamt 0:9 gegen den HSC Montpellier ausschied.
2003 wurde die Meisterschaft abgesagt. Das stattdessen stattfindende Turnier zum 65. Geburtstag von Neftçi Baku PFK wurde im Finale im Elfmeterschießen gegen den Gastgeber gewonnen, der Meistertitel wurde für diese Spielzeit jedoch nur inoffiziell vergeben.
2006 konnte Qarabağ den aserbaidschanischen Pokal zum zweiten Mal gewinnen. Der Gegner im Finale war FK Karvan Yevlax. Obwohl man schon in der ersten Minute in Rückstand geriet, konnte man die Partie mit 2:1 für sich entscheiden. Drei Jahre später wurde der Pokal erneut gewonnen, diesmal war ein 1:0 der Endstand gegen den Stadtrivalen Şamaxı FK, der damals noch als İnter Baku auflief.
2009 wurde man zum dritten Mal in der Vereinsgeschichte Pokalsieger, als İnter Baku mit 1:0 besiegt wurde.

### Seit 2009
Mit dem Pokalsieg im Rücken stieg Qarabağ Ağdam in die 2. Qualifikationsrunde der UEFA Europa League 2009/10 ein. Über Rosenborg Trondheim und den FC Honka Espoo wurde die Play-off-Runde erreicht, in der man auf den FC Twente Enschede traf. Das Hinspiel in Enschede ging mit 1:3 verloren, im Rückspiel kam der Verein nicht über ein 0:0 hinaus.
Auch in der darauffolgenden Saison schied Qarabağ in der Play-off-Runde der Europa League aus. Zuvor setzte sich der Klub gegen FK Metalurg Skopje, Portadown FC und Wisła Krakau durch. In der Play-off-Runde stand Qarabağ erstmals einem deutschen Verein gegenüber. Dabei verlor man gegen die Borussia Dortmund auswärts mit 0:4 und zuhause mit 0:1.
Nachdem man in den ersten drei Qualifikationsrunden Metalurg Skopje, Piast Gliwice und Gefle IF bezwang, konnte Qarabağ nach drei Jahren erneut die Play-off-Runde der Europa League erreichen. Erneut musste man sich hierbei allerdings einem deutschen Verein geschlagen geben. Diesmal verlor man gegen die Eintracht Frankfurt zuhause mit 0:2 und auswärts mit 1:2.
Am Ende der Saison 2013/14 gelang dem Verein erstmals seit 21 Jahren und zum vierten Mal in der Vereinsgeschichte die aserbaidschanische Meisterschaft. Die Vorherrschaft der Bakuer Vereine, zum Teil mit sechs Mannschaften in der Liga vertreten, wurde somit durchbrochen. Hieß der Meister 2007 noch FK Xəzər Lənkəran, so folgten in den nächsten Jahren İnter Baku, FK Baku, erneut İnter Baku sowie Neftçi Baku (dreimal in Folge). Von 2014 bis 2020 gewann Qarabağ Ağdam die Meisterschaft siebenmal in Folge.
In der Saison 2014/15 erreichte Qarabağ Ağdam erstmals die Gruppenphase der UEFA Europa League. Zuvor spielte der Verein erstmals in der Qualifikation zur UEFA Champions League mit. In der 2. Runde bezwang man den FC Valletta aus Malta mit einem Gesamtergebnis von 5:0. Daraufhin kam es in der 3. Runde zum Aufeinandertreffen mit dem FC Red Bull Salzburg. Im Hinspiel konnte Qarabağ überraschend einen 2:1-Heimsieg einfahren, doch die Salzburger drehten diesen Rückstand im Rückspiel und gewannen mit 2:0. Qarabağ stieg daraufhin in die Europa-League-Qualifikation um und setzte sich dank der Auswärtstorregel gegen Twente Enschede durch. In einer Gruppe mit dem späteren Überraschungsfinalisten FK Dnipro sowie Inter Mailand und AS Saint-Étienne konnte Qarabağ sechs Punkte und den dritten Platz erreichen. Für den Aufstieg in die K.O.-Runde reichte das aber nicht, weshalb der Verein frühzeitig ausschied.
In der darauffolgenden Spielzeit gelang der Einzug in die Europa-League-Gruppenphase erneut. In der 2. Qualifikationsrunde zur UEFA Champions League 2015/16 bezwang man den FK Rudar Pljevlja, daraufhin musste man sich in der 3. Runde Celtic Glasgow knapp geschlagen geben. In der Play-off-Runde bezwang man den BSC Young Boys mit einem deutlichen Gesamtergebnis von 4:0. Mit Tottenham Hotspur, dem RSC Anderlecht und der AS Monaco bekam es Qarabağ mit relativ schwierigen Gegnern zu tun. Das spiegelte sich auch statistisch wider, da man mit nur vier Punkten nicht über den letzten Platz hinauskam.
In der Saison 2016/17 stieg Qarabağ zum dritten Mal in Folge in die Europa-League-Gruppenphase ein. Auch diesmal schied man – nach Weiterkommen gegen F91 Düdelingen – in der 3. Qualifikationsrunde zur Champions League aus. Diesmal scheiterte man aufgrund der Auswärtstorregel an Viktoria Pilsen. In der Play-off-Runde verlor man das Hinspiel gegen den IFK Göteborg mit 0:1, doch man konnte zuhause noch mit 3:0 gewinnen. In einer Gruppe mit der AC Florenz, PAOK Thessaloniki und Slovan Liberec konnte Qarabağ sieben Punkte sammeln. Das reichte aber nur für Platz 3 und das frühzeitige Aus.
Als erster aserbaidschanischer Verein erreichte der Klub 2017/18 nach drei überstandenen Qualifikationsrunden die Gruppenphase der Champions League. Nach Siegen über den FC Samtredia und Sheriff Tiraspol kam es in der Play-off-Runde zum Aufeinandertreffen mit dem FC Kopenhagen. Im Hinspiel konnte ein 1:0-Heimsieg eingefahren werden, das Rückspiel endete mit 2:1 aus Sicht der Kopenhagener. Damit gelang durch die Auswärtstorregel die Überraschung. In einer Gruppe mit dem FC Chelsea, Atlético Madrid und der AS Rom schied der Verein jedoch mit zwei Punkten und nur zwei erzielten Toren als Tabellenletzter aus.
Auch 2018/19 spielte Qarabağ in der Gruppenphase der Europa League. In den Qualifikationsspielen der Champions League bezwang man NK Olimpija Ljubljana und FK Kukësi, woraufhin man knapp an BATE Baryssau scheiterte. Die Play-off-Runde wurde gegen Sheriff Tiraspol gewonnen, daraufhin ging es gemeinsam mit dem FC Arsenal, Sporting Lissabon und Worskla Poltawa in eine Gruppe. Mit nur einem Sieg und fünf Niederlagen wurde Qarabağ Letzter, was aber an der schlechteren Tordifferenz gegenüber jener von Worskla Poltawa liegt.
Auch 2019/20 stellte sich die 3. Qualifikationsrunde zur Champions League als der Stolperstein für Qarabağ heraus. Nach Siegen über FK Partizani Tirana und Dundalk FC unterlag man APOEL Nikosia trotz Auswärtssieg. In der Play-off-Runde zur Europa League konnte man sich nur dank der Auswärtstorregel gegen Linfield FC durchsetzen. In der Gruppenphase traf man erneut auf APOEL, aber auch auf F91 Düdelingen und den späteren Wettbewerbssieger FC Sevilla. Mit fünf Punkten kam Qarabağ bloß zu Platz 3 und überstand damit die Gruppenphase wieder nicht.
In der Saison 2020/21 stand Qarabağ Ağdam einen Spieltag vor Saisonende auf dem ersten Platz, einen Punkt vor dem zweitplatzierten Verein Neftçi Baku. Am letzten Spieltag traten beiden Mannschaften im direkten Duell gegeneinander an. Da Neftçi das Spiel mit 1:0 gewann, wurde Qarabağ – nach zuvor sieben gewonnenen Meisterschaften in Folge – lediglich Vizemeister. Die Teilnahme an der aufgrund der COVID-19-Pandemie gekürzten Champions-League-Qualifikation endete für den Verein erneut in der 3. Runde. Nachdem man Sileks Kratovo und Sheriff Tiraspol bezwang, unterlag man im Elfmeterschießen Molde FK. In der Play-off-Runde zur Europa League traf man auswärts – in den bisherigen Runden hatte Qarabağ Heimrecht – auf Legia Warschau und gewann mit 3:0. Erstmals blieb man in der Europa-League-Gruppenphase ohne Sieg; gegen den späteren Wettbewerbssieger FC Villarreal sowie Maccabi Tel Aviv und Sivasspor schied man mit einem Punkt als Letzter aus. Das letzte Gruppenspiel wurde am grünen Tisch mit 3:0 für Villarreal gewertet, da es aufgrund mehrerer COVID-19-Fälle innerhalb der Mannschaft von Qarabağ Ağdam abgesagt wurde. Für die Tabellenpositionierung wäre diese Partie ohnehin irrelevant gewesen.
In der Saison 2021/22 konnte Qarabağ erneut die Meisterschaft der aserbaidschanischen Liga feiern. Zwischenzeitlich nahm der Verein erstmals an der Gruppenphase der neu gegründeten UEFA Europa Conference League teil. In einer Gruppe mit dem FC Basel, Omonia Nikosia und FK Qairat Almaty blieb man bis zum vorletzten Spieltag ungeschlagen. Im Entscheidungsspiel um den Gruppensieg verlor man mit 0:3 auswärts gegen den FC Basel. Qarabağ überstand damit erstmals eine internationale Gruppenphase, musste als Zweiter jedoch den Umweg über die K.O.-Play-offs nehmen. Dabei verloren die Aserbaidschaner beide Spiele gegen Olympique Marseille mit 1:3 und 0:3.
Nach fünf Jahren nahm Qarabağ erstmals wieder an der Play-off-Runde zur UEFA Champions League teil. Zuvor setzte man sich mit Lech Posen, den FC Zürich und Ferencváros Budapest gegen namhafte Gegner durch. Im Hinspiel der Play-off-Runde, die man gegen Viktoria Pilsen spielte, gab es ein 0:0 zuhause und eine 1:2-Niederlage im Rückspiel. Der Verein wechselte in die Europa League und spielte in einer Gruppe mit dem SC Freiburg, dem FC Nantes und Olympiakos Piräus. Mit acht Punkten erreichte er nur Platz 3 und wechselte bereits zum zweiten Mal den Wettbewerb. In den K.O.-Play-offs der Europa Conference League traf man auf die KAA Gent. Beide Spiele endeten jeweils mit 1:0 für die Heimmannschaft, im Elfmeterschießen unterlag Qarabağ schlussendlich.
In der Saison 2023/24 schied Qarabağ zum ersten Mal bereits in der 2. Qualifikationsrunde zur Champions League aus. Nachdem man die Lincoln Red Imps souverän bezwang, verlor man knapp gegen Raków Częstochowa. In den Qualifikationsspielen zur Europa League setzte sich Qarabağ gegen HJK Helsinki und Olimpija Ljubljana durch und spielte erneut in der Gruppenphase. Die Gegner waren Bayer 04 Leverkusen, Molde FK und BK Häcken. Qarabağ sammelte zehn Punkte und stieg als Zweiter in die K.O.-Play-offs auf, wo man auf Sporting Braga traf. Qarabağ gewann im Hinspiel auswärts mit 4:2, das Rückspiel ging nach Verlängerung mit 2:3 verloren. Qarabağ erzielte dabei den Siegestreffer zum 6:5-Gesamtergebnis in der 122. Spielminute. Im ersten internationalen Achtelfinale der Vereinsgeschichte traf man erneut auf Bayer Leverkusen. Nach einem 2:2 zuhause verlor man auswärts nur knapp mit 2:3, wobei man in beiden Spielen zwischenzeitlich mit 2:0 führte.
In der Saison 2024/25 peilte Qarabağ die sofortige Teilnahme an der neu eingeführten Ligaphase im Europapokal an. Erneut bezwang man Lincoln Red Imps, doch dann wurde es in der 3. Qualifikationsrunde zur UEFA Champions League richtig kurios. Qarabağ verlor das Hinspiel gegen Ludogorez Rasgrad zuhause mit 1:2, führte aber mit 3:2 im Rückspiel, ehe man in der Verlängerung den Endstand noch auf 7:2 hochschraubte. Im Play-off zog man jedoch mit 0:3 und 0:2 gegen Dinamo Zagreb den Kürzeren. Als Trostpreis blieb die UEFA Europa League, doch abgesehen von einem 2:1-Auswärtssieg gegen den FK Bodø/Glimt verlor Qarabağ alle Spiele und belegte den niedersten 36. Platz.
Am 27. April 2025 sicherte sich Qarabağ die Meisterschaft mit noch vier verbleibenden Spielen, nachdem sie in der 32. Runde der Premyer Liqa 1:1 gegen Sabah unentschieden spielten. Damit wurden sie zum 12. Mal in ihrer Geschichte und zum 4. Mal in Folge Meister von Aserbaidschan. Gegen selbigen Gegner unterlag man fünf Wochen später jedoch nach Verlängerung mit 2:3 im Pokalfinale.

## Mannschaftskader 2023/24
Stand: Juni 2024
| Nr. |               | Position | Name               |
| --- | ------------- | -------- | ------------------ |
| 2   | Brasilien     | AB       | Matheus Silva      |
| 5   | Aserbaidschan | AB       | Maksim Medvedev () |
| 6   | Brasilien     | MF       | Júlio Romão        |
| 7   | Algerien      | MF       | Yassine Benzia     |
| 8   | Montenegro    | MF       | Marko Janković     |
| 10  | Frankreich    | MF       | Abdellah Zoubir    |
| 11  | Frankreich    | ST       | Adama Diakhaby     |
| 13  | Aserbaidschan | AB       | Bəhlul Mustafazadə |
| 15  | Kap Verde     | MF       | Leandro Andrade    |
| 17  | Frankreich    | ST       | Hamidou Keyta      |
| 18  | Brasilien     | ST       | Juninho            |
| 19  | Albanien      | ST       | Redon Xhixha       |

| Nr. |               | Position | Name                 |
| --- | ------------- | -------- | -------------------- |
| 20  | Aserbaidschan | MF       | Richard Almeida      |
| 23  | Georgien      | TW       | Luka Gugeschaschwili |
| 24  | Aserbaidschan | MF       | Aleksey Isayev       |
| 27  | Aserbaidschan | AB       | Toral Bayramov       |
| 29  | Montenegro    | AB       | Marko Vešović        |
| 30  | Aserbaidschan | AB       | Abbas Hüseynov       |
| 44  | Aserbaidschan | AB       | Elvin Cafarguliyev   |
| 55  | Aserbaidschan | AB       | Badavi Guseynov      |
| 66  | Kap Verde     | MF       | Patrick Andrade      |
| 81  | Kolumbien     | AB       | Kevin Medina         |
| 83  | Aserbaidschan | AB       | Nihad Guliyev        |
| 89  | Aserbaidschan | TW       | Amin Ramazanov       |
| 90  | Aserbaidschan | MF       | Nariman Akhundzade   |
| 99  | Russland      | TW       | Andrey Lunyov        |

## Europapokalbilanz
| Saison  | Wettbewerb                    | Runde                  | Gegner                   | Gesamt          | Hin           | Rück          |
| ------- | ----------------------------- | ---------------------- | ------------------------ | --------------- | ------------- | ------------- |
| 1996/97 | Europapokal der Pokalsieger   | Qualifikation          | MyPa Anjalankoski        | 1:2             | 0:1 (H)       | 1:1 (A)       |
| 1997/98 | UEFA-Pokal                    | 1. Qualifikationsrunde | FK Jablonec              | 0:8             | 0:5 (A)       | 0:3 (H)       |
| 1998/99 | Europapokal der Pokalsieger   | Qualifikation          | FC Kopenhagen            | 00:10           | 0:6 (A)       | 0:4 (H)       |
| 1999    | UEFA Intertoto Cup            | 1. Runde               | Maccabi Haifa            | (a)2:2(a)       | 2:1 (A)       | 0:1 (H)       |
| 1999    | UEFA Intertoto Cup            | 2. Runde               | HSC Montpellier          | 0:9             | 0:3 (H)       | 0:6 (A)       |
| 2004/05 | UEFA-Pokal                    | 1. Qualifikationsrunde | FK Dukla Banská Bystrica | 0:4             | 0:3 (A)       | 0:1 (H)       |
| 2006/07 | UEFA-Pokal                    | 1. Qualifikationsrunde | Zimbru Chișinău          | 2:3             | 1:1 (A)       | 1:2 (H)       |
| 2009/10 | UEFA Europa League            | 2. Qualifikationsrunde | Rosenborg Trondheim      | 1:0             | 0:0 (A)       | 1:0 (H)       |
| 2009/10 | UEFA Europa League            | 3. Qualifikationsrunde | FC Honka Espoo           | 3:1             | 1:0 (A)       | 2:1 (H)       |
| 2009/10 | UEFA Europa League            | Play-offs              | FC Twente Enschede       | 1:3             | 1:3 (A)       | 0:0 (H)       |
| 2010/11 | UEFA Europa League            | 1. Qualifikationsrunde | FK Metalurg Skopje       | 5:2             | 4:1 (H)       | 1:1 (A)       |
| 2010/11 | UEFA Europa League            | 2. Qualifikationsrunde | Portadown FC             | 3:2             | 2:1 (A)       | 1:1 (H)       |
| 2010/11 | UEFA Europa League            | 3. Qualifikationsrunde | Wisła Krakau             | 4:2             | 1:0 (A)       | 3:2 (H)       |
| 2010/11 | UEFA Europa League            | Play-offs              | Borussia Dortmund        | 0:5             | 0:4 (A)       | 0:1 (H)       |
| 2011/12 | UEFA Europa League            | 1. Qualifikationsrunde | Banga Gargždai           | 7:0             | 4:0 (A)       | 3:0 (H)       |
| 2011/12 | UEFA Europa League            | 2. Qualifikationsrunde | EB/Streymur              | (a)1:1(a)       | 1:1 (A)       | 0:0 (H)       |
| 2011/12 | UEFA Europa League            | 3. Qualifikationsrunde | FC Brügge                | 2:4             | 1:4 (A)       | 1:0 (H)       |
| 2013/14 | UEFA Europa League            | 1. Qualifikationsrunde | FK Metalurg Skopje       | 2:0             | 1:0 (A)       | 1:0 (H)       |
| 2013/14 | UEFA Europa League            | 2. Qualifikationsrunde | Piast Gliwice            | 4:3             | 2:1 (H)       | 2:2 n. V. (A) |
| 2013/14 | UEFA Europa League            | 3. Qualifikationsrunde | Gefle IF                 | 3:0             | 1:0 (H)       | 2:0 (A)       |
| 2013/14 | UEFA Europa League            | Play-offs              | Eintracht Frankfurt      | 1:4             | 0:2 (H)       | 1:2 (A)       |
| 2014/15 | UEFA Champions League         | 2. Qualifikationsrunde | FC Valletta              | 5:0             | 1:0 (A)       | 4:0 (H)       |
| 2014/15 | UEFA Champions League         | 3. Qualifikationsrunde | FC Red Bull Salzburg     | 2:3             | 2:1 (H)       | 0:2 (A)       |
| 2014/15 | UEFA Europa League            | Play-offs              | FC Twente Enschede       | (a)1:1(a)       | 0:0 (H)       | 1:1 (A)       |
| 2014/15 | UEFA Europa League            | Gruppenphase           | AS Saint-Étienne         | 1:1             | 0:0 (H)       | 1:1 (A)       |
| 2014/15 | UEFA Europa League            | Gruppenphase           | Inter Mailand            | 0:2             | 0:2 (A)       | 0:0 (H)       |
| 2014/15 | UEFA Europa League            | Gruppenphase           | Dnipro Dnipropetrowsk    | 2:2             | 1:0 (A)       | 1:2 (H)       |
| 2015/16 | UEFA Champions League         | 2. Qualifikationsrunde | FK Rudar Pljevlja        | 1:0             | 0:0 (H)       | 1:0 (A)       |
| 2015/16 | UEFA Champions League         | 3. Qualifikationsrunde | Celtic Glasgow           | 0:1             | 0:1 (A)       | 0:0 (H)       |
| 2015/16 | UEFA Europa League            | Play-offs              | BSC Young Boys           | 4:0             | 1:0 (A)       | 3:0 (H)       |
| 2015/16 | UEFA Europa League            | Gruppenphase           | Tottenham Hotspur        | 1:4             | 1:3 (A)       | 0:1 (H)       |
| 2015/16 | UEFA Europa League            | Gruppenphase           | RSC Anderlecht           | 2:2             | 1:0 (H)       | 1:2 (A)       |
| 2015/16 | UEFA Europa League            | Gruppenphase           | AS Monaco                | 1:2             | 0:1 (A)       | 1:1 (H)       |
| 2016/17 | UEFA Champions League         | 2. Qualifikationsrunde | F91 Düdelingen           | 3:1             | 2:0 (H)       | 1:1 (A)       |
| 2016/17 | UEFA Champions League         | 3. Qualifikationsrunde | Viktoria Pilsen          | (a)1:1(a)       | 0:0 (A)       | 1:1 (H)       |
| 2016/17 | UEFA Europa League            | Play-offs              | IFK Göteborg             | 3:1             | 0:1 (A)       | 3:0 (H)       |
| 2016/17 | UEFA Europa League            | Gruppenphase           | Slovan Liberec           | 2:5             | 2:2 (H)       | 0:3 (A)       |
| 2016/17 | UEFA Europa League            | Gruppenphase           | AC Florenz               | 2:7             | 1:5 (A)       | 1:2 (H)       |
| 2016/17 | UEFA Europa League            | Gruppenphase           | PAOK Thessaloniki        | 3:0             | 2:0 (H)       | 1:0 (A)       |
| 2017/18 | UEFA Champions League         | 2. Qualifikationsrunde | FC Samtredia             | 6:0             | 5:0 (H)       | 1:0 (A)       |
| 2017/18 | UEFA Champions League         | 3. Qualifikationsrunde | Sheriff Tiraspol         | 2:1             | 0:0 (H)       | 2:1 (A)       |
| 2017/18 | UEFA Champions League         | Play-offs              | FC Kopenhagen            | (a)2:2(a)       | 1:0 (H)       | 1:2 (A)       |
| 2017/18 | UEFA Champions League         | Gruppenphase           | FC Chelsea               | 00:10           | 0:6 (A)       | 0:4 (H)       |
| 2017/18 | UEFA Champions League         | Gruppenphase           | Atlético Madrid          | 1:1             | 0:0 (H)       | 1:1 (A)       |
| 2017/18 | UEFA Champions League         | Gruppenphase           | AS Rom                   | 1:3             | 1:2 (H)       | 0:1 (A)       |
| 2018/19 | UEFA Champions League         | 1. Qualifikationsrunde | NK Olimpija Ljubljana    | 1:0             | 1:0 (A)       | 0:0 (H)       |
| 2018/19 | UEFA Champions League         | 2. Qualifikationsrunde | FK Kukësi                | 3:0             | 0:0 (A)       | 3:0 (H)       |
| 2018/19 | UEFA Champions League         | 3. Qualifikationsrunde | BATE Baryssau            | 1:2             | 0:1 (H)       | 1:1 (A)       |
| 2018/19 | UEFA Europa League            | Play-offs              | Sheriff Tiraspol         | 3:1             | 0:1 (A)       | 3:0 (H)       |
| 2018/19 | UEFA Europa League            | Gruppenphase           | Sporting Lissabon        | 1:8             | 0:2 (A)       | 1:6 (H)       |
| 2018/19 | UEFA Europa League            | Gruppenphase           | FC Arsenal               | 0:4             | 0:3 (H)       | 0:1 (A)       |
| 2018/19 | UEFA Europa League            | Gruppenphase           | Worskla Poltawa          | 1:1             | 0:1 (H)       | 1:0 (A)       |
| 2019/20 | UEFA Champions League         | 1. Qualifikationsrunde | FK Partizani Tirana      | 2:0             | 0:0 (A)       | 2:0 (H)       |
| 2019/20 | UEFA Champions League         | 2. Qualifikationsrunde | Dundalk FC               | 4:1             | 1:1 (A)       | 3:0 (H)       |
| 2019/20 | UEFA Champions League         | 3. Qualifikationsrunde | APOEL Nikosia            | 2:3             | 2:1 (A)       | 0:2 (H)       |
| 2019/20 | UEFA Europa League            | Play-offs              | Linfield FC              | (a)4:4(a)       | 2:3 (A)       | 2:1 (H)       |
| 2019/20 | UEFA Europa League            | Gruppenphase           | FC Sevilla               | 0:5             | 0:3 (H)       | 0:2 (A)       |
| 2019/20 | UEFA Europa League            | Gruppenphase           | F91 Düdelingen           | 5:2             | 4:1 (A)       | 1:1 (H)       |
| 2019/20 | UEFA Europa League            | Gruppenphase           | APOEL Nikosia            | 3:4             | 2:2 (H)       | 1:2 (A)       |
| 2020/21 | UEFA Champions League         | 1. Qualifikationsrunde | Sileks Kratovo           | 4:0             | 4:0 (H)       | 4:0 (H)       |
| 2020/21 | UEFA Champions League         | 2. Qualifikationsrunde | Sheriff Tiraspol         | 2:1             | 2:1 (H)       | 2:1 (H)       |
| 2020/21 | UEFA Champions League         | 3. Qualifikationsrunde | Molde FK                 | 0:0 (5:6 i. E.) | 0:0 n. V. (H) | 0:0 n. V. (H) |
| 2020/21 | UEFA Europa League            | Play-offs              | Legia Warschau           | 3:0             | 3:0 (A)       | 3:0 (A)       |
| 2020/21 | UEFA Europa League            | Gruppenphase           | Maccabi Tel Aviv         | 1:2             | 0:1 (A)       | 1:1 (H)       |
| 2020/21 | UEFA Europa League            | Gruppenphase           | FC Villarreal            | 1:6             | 1:3 (H)       | 0:3 (A)       |
| 2020/21 | UEFA Europa League            | Gruppenphase           | Sivasspor                | 2:5             | 0:2 (A)       | 2:3 (H)       |
| 2021/22 | UEFA Europa Conference League | 2. Qualifikationsrunde | MS Ashdod                | 1:0             | 0:0 (H)       | 1:0 (A)       |
| 2021/22 | UEFA Europa Conference League | 3. Qualifikationsrunde | AEL Limassol             | 2:1             | 1:1 (A)       | 1:0 (H)       |
| 2021/22 | UEFA Europa Conference League | Play-offs              | FC Aberdeen              | 4:1             | 1:0 (H)       | 3:1 (A)       |
| 2021/22 | UEFA Europa Conference League | Gruppenphase           | FC Basel                 | 0:3             | 0:0 (H)       | 0:3 (A)       |
| 2021/22 | UEFA Europa Conference League | Gruppenphase           | Omonia Nikosia           | 6:3             | 4:1 (A)       | 2:2 (H)       |
| 2021/22 | UEFA Europa Conference League | Gruppenphase           | Qairat Almaty            | 4:2             | 2:1 (H)       | 2:1 (A)       |
| 2021/22 | UEFA Europa Conference League | Zwischenrunde          | Olympique Marseille      | 1:6             | 1:3 (A)       | 0:3 (H)       |
| 2022/23 | UEFA Champions League         | 1. Qualifikationsrunde | Lech Posen               | 5:2             | 0:1 (A)       | 5:1 (H)       |
| 2022/23 | UEFA Champions League         | 2. Qualifikationsrunde | FC Zürich                | 5:4             | 3:2 (H)       | 2:2 n. V. (A) |
| 2022/23 | UEFA Champions League         | 3. Qualifikationsrunde | Ferencváros Budapest     | 4:2             | 1:1 (H)       | 3:1 (A)       |
| 2022/23 | UEFA Champions League         | Play-offs              | Viktoria Pilsen          | 1:2             | 0:0 (H)       | 1:2 (A)       |
| 2022/23 | UEFA Europa League            | Gruppenphase           | SC Freiburg              | 2:3             | 1:2 (A)       | 1:1 (H)       |
| 2022/23 | UEFA Europa League            | Gruppenphase           | FC Nantes                | 4:2             | 3:0 (H)       | 1:2 (A)       |
| 2022/23 | UEFA Europa League            | Gruppenphase           | Olympiakos Piräus        | 3:0             | 3:0 (A)       | 0:0 (H)       |
| 2022/23 | UEFA Europa Conference League | Zwischenrunde          | KAA Gent                 | 1:1 (3:5 i. E.) | 1:0 (H)       | 0:1 n. V. (A) |
| 2023/24 | UEFA Champions League         | 1. Qualifikationsrunde | Lincoln Red Imps FC      | 6:1             | 2:1 (A)       | 4:0 (H)       |
| 2023/24 | UEFA Champions League         | 2. Qualifikationsrunde | Raków Częstochowa        | 3:4             | 2:3 (A)       | 1:1 (H)       |
| 2023/24 | UEFA Europa League            | 3. Qualifikationsrunde | HJK Helsinki             | 4:2             | 2:1 (H)       | 2:1 (A)       |
| 2023/24 | UEFA Europa League            | Play-offs              | NK Olimpija Ljubljana    | 3:1             | 2:0 (A)       | 1:1 (H)       |
| 2023/24 | UEFA Europa League            | Gruppenphase           | Molde FK                 | 3:2             | 1:0 (H)       | 2:2 (A)       |
| 2023/24 | UEFA Europa League            | Gruppenphase           | BK Häcken                | 3:1             | 1:0 (A)       | 2:1 (H)       |
| 2023/24 | UEFA Europa League            | Gruppenphase           | Bayer 04 Leverkusen      | 1:6             | 1:5 (A)       | 0:1 (H)       |
| 2023/24 | UEFA Europa League            | Zwischenrunde          | Sporting Braga           | 6:5             | 4:2 (A)       | 2:3 n. V. (H) |
| 2023/24 | UEFA Europa League            | Achtelfinale           | Bayer 04 Leverkusen      | 4:5             | 2:2 (H)       | 2:3 (A)       |
| 2024/25 | UEFA Champions League         | 2. Qualifikationsrunde | Lincoln Red Imps FC      | 7:0             | 2:0 (A)       | 5:0 (H)       |
| 2024/25 | UEFA Champions League         | 3. Qualifikationsrunde | Ludogorez Rasgrad        | 8:4             | 1:2 (H)       | 7:2 n. V. (A) |
| 2024/25 | UEFA Champions League         | Play-offs              | Dinamo Zagreb            | 0:5             | 0:3 (A)       | 0:2 (H)       |
| 2024/25 | UEFA Europa League            | Ligaphase              | Tottenham Hotspur        | 0:3             | 0:3 (A)       | 0:3 (A)       |
| 2024/25 | UEFA Europa League            | Ligaphase              | Malmö FF                 | 1:2             | 1:2 (H)       | 1:2 (H)       |
| 2024/25 | UEFA Europa League            | Ligaphase              | Ajax Amsterdam           | 0:3             | 0:3 (H)       | 0:3 (H)       |
| 2024/25 | UEFA Europa League            | Ligaphase              | FK Bodø/Glimt            | 2:1             | 2:1 (A)       | 2:1 (A)       |
| 2024/25 | UEFA Europa League            | Ligaphase              | Olympique Lyon           | 1:4             | 1:4 (H)       | 1:4 (H)       |
| 2024/25 | UEFA Europa League            | Ligaphase              | IF Elfsborg              | 0:1             | 0:1 (A)       | 0:1 (A)       |
| 2024/25 | UEFA Europa League            | Ligaphase              | FCSB Bukarest            | 2:3             | 2:3 (H)       | 2:3 (H)       |
| 2024/25 | UEFA Europa League            | Ligaphase              | Olympiakos Piräus        | 0:3             | 0:3 (A)       | 0:3 (A)       |
| 2025/26 | UEFA Champions League         | 2. Qualifikationsrunde | Shelbourne FC            | 4:0             | 3:0 (A)       | 1:0 (H)       |
| 2025/26 | UEFA Champions League         | 3. Qualifikationsrunde | KF Shkëndija             | 6:1             | 1:0 (A)       | 5:1 (H)       |
| 2025/26 | UEFA Champions League         | Play-offs              | Ferencváros Budapest     | -:-             | 3:1 (A)       | -:- (H)       |

Gesamtbilanz: 195 Spiele, 75 Siege, 46 Unentschieden, 74 Niederlagen, 246:258 Tore (Tordifferenz −12)

## Erfolge
- Aserbaidschanische Meisterschaft (14): 1988 1, 1990 1, 1993, 2013/14, 2014/15, 2015/16, 2016/17, 2017/18, 2018/19, 2019/20, 2021/22, 2022/23, 2023/24, 2024/25
- Aserbaidschanischer Pokal:
  - Sieger (9): 1990 1, 1993, 2005/06, 2008/09, 2014/15, 2015/16, 2016/17, 2021/22, 2023/24
  - Finalist (4): 1995/96, 1997/98, 1999/2000, 2024/2025
- Aserbaidschanischer Supercup: 1994